# 拉平塔達 (安蒂奧基亞省)
拉平塔達是哥倫比亞的城鎮，位於該國北部，由安蒂奧基亞省負責管轄，距離首府麥德林77公里，始建於1815年，面積55平方公里，海拔高度660米，2005年人口6,997。
5°45′N 75°36′W / 5.750°N 75.600°W